# Libelj
Libelj este o localitate din comuna Krško, Slovenia, cu o populație de 9 locuitori.